# Metriophasma stollii
Metriophasma stollii är en insektsart som först beskrevs av Gray, G.R. 1835.  Metriophasma stollii ingår i släktet Metriophasma och familjen Pseudophasmatidae. Inga underarter finns listade i Catalogue of Life.